# Blown Away (album)
Blown Away è il quarto album in studio della cantautrice country Carrie Underwood, pubblicato il 1º maggio 2012 per la Arista Nashville.
L'album ha debuttato al numero uno della Billboard 200 vendendo solo nella prima settimana 267 000 copie. La Underwood è diventata la terza cantante country ad avere 3 album alla numero uno della Billboard 200, al pari di Faith Hill e Linda Ronstadt. Come i suoi tre album precedenti, Blown Away ha debuttato in cima alla classifica degli album country, rendendo la Underwood la seconda cantante country ad avere i suoi primi 4 album in cima alla classifica degli album country, insieme a Miranda Lambert. L'album è rimasto alla prima posizione della Billboard 200 per due settimane, diventando il primo album della Underwood a restare in cima per più di una settimana.
Negli Stati uniti ha venduto oltre 2 milioni di copie, mentre mondialmente ha raggiunte le 2 600 000 copie.

## Antefatti
Terminato il Play On Tour, la Underwood si è dedicata alla registrazione di Blown Away. Ha dichiarato che "voleva cambiare le cose" aveva bisogno di "scrivere e cantare di cose reali". L'album è un mix di country, rock e pop.
La Underwood ha dichiarato che quest'album conterrà materiale diverso da quello degli album precedenti. La prima traccia dell'album Good Girl è la più positiva dell'album, tutte le altre hanno un tono più dark.

## Tracklist
1. "Good Girl"- 3:25 (Underwood, Chris DeStefano, Ashley Gorley)
2. "Blown Away"- 3:00 (Chris Tompkins, Josh Kear)
3. "Two Black Cadillacs"- 4:58 (Underwood, Hillary Lindsey, Kear)
4. "See You Again"- 4:06 (Underwood, David Hodges, Lindsey)
5. "Do You Think About Me"- 3:37 (Cary Barlowe, Lindsey, Shane Stevens)
6. "Forever Changed"- 4:02 (Tom Douglas, James T. Slater, Lindsey)
7. "Nobody Ever Told You"- 4:20 (Underwood, Lindsey, Luke Laird)
8. "One Way Ticket"- 3:56 (Underwood, Laird, Kear)
9. "Thank God for Hometowns"- 4:01 (Laird, Gorley, Lindsey)
10. "Good in Goodbye"- 4:17 (Underwood, Ryan Tedder, Lindsey)
11. "Leave Love Alone"- 3:19 (Gordie Sampson, Troy Verges, Lindsey)
12. "Cupid's Got a Shotgun"- 3:43 (Underwood, Tompkins, Kear)
13. "Wine After Whiskey"- 3:51 (Underwood, Tom Shapiro, Dave Berg)
14. "Who Are You"- 3:55 (Robert John "Mutt" Lange)

## Accoglienza

### Critica
Blown Away ha ricevuto recensioni per lo più positive da critici musicali. Su Metacritic, che assegna un punteggio massimo di 100, l'album ha ricevuto un punteggio medio di 70 sulla base di 10 recensioni.

### Premi e nomination
- Academy of Country Music Awards
  - 2013: Nomination - Album dell'anno
- American Music Award
  - 2012: Vinto - Miglior album country
- Billboard Music Awards
  - 2013: Nomination - Top Country Album
- Country Music Awards di Australia
  - 2013: Vinto - Top Selling Album of the Year
- People's Choice Awards
  - 2013: Nomination - Album preferito
- World Music Awards
  - 2013: TBA - Miglior album del mondo